# Idaea madiaria
Idaea madiaria är en fjärilsart som beskrevs av Jacob Hübner 1818/22. Idaea madiaria ingår i släktet Idaea och familjen mätare. Inga underarter finns listade i Catalogue of Life.